# فاينل فانتسي أجيتو
فاينل فانتازي أجيتو (باليابانية: ファイナルファンタジーアギト، فاينارو فانتاجي أجيتو) هي لعبة فيديو تقمص الأدوار من تطوير ونشر سكوير إنكس على الأجهزة النقالة. تدور قصة اللعبة في عالم فاينل فانتازي تايب-0، وهي تدخل ضمن سلسلة فابولا نوفا كريستاليس. وهناك لعبة ذات حلقات يمكن تحميلها بما يشابه فاينل فانتازي دايمنشنز، وتتضمن نظام القتال بالأدوار وتشجع كل من نظام اللاعب الواحد والقتال المتعدد. هناك دورة ليل ونهار مرتبطة بالوقت في العالم الحقيقي من اليوم، وتظهر عنصرا اجتماعيا حيث بإمكان اللعاب التحادث مع شخصيات معينة ومصادقتها وزيادة مستوى اللاعب في اللعبة.
تدور أحداث اللعبة في عالم أوريانس خلال فترة الحرب بين الدول الأربعة. ويتابع اللاعب القصة من وجهة نظر مجند يدخل أكاديمية روبروم السحرية خلال فترة الحرب، ويتم اختياره ليصبح أجيتو، وهو شخص قدره ان يحفظ أوريانس من الدمار. تظهر الشخصيات الأصلية من تايب زيرو في أدوار مختلفة، وتقوم بأدوار ثانوية. وكان الغرض من القصة هو اللعب باللعبة مرارا وتكرارا، والارتباط بطبيعة عالم اللعبة ليصبح اللاعب في النهاية هو الأجيتو.
وقد تم تطوير اللعبة حول المفهوم الأصلي للمخرج هاجيمي تاباتا حول فاينل فانتازي تايب زيرو كلعبة للمحمول من شأنها أن تمنح اللاعب سهولة الوصول إلى عالم سلسلة فابولا نوفا كريستاليس وتتأثر باختيارات اللاعب. أتى العنوان من لعبة سابقة ضمن عالم تايب زيرو وهي فاينل فانتازي أجيتو 13. عاد العديد من طاقم تايب زيرو للعمل في هذه اللعبة، مثل تاكيهارو إيشيموتو الذي ألف الموسيقى، ومصمم المستوى السابق ماساياسو نيشيدا وفنان المواقع سايوكو هوشينو الذان عادا كمنتج ومدير فني التوالي.
نشرت اللعبة على الإنترنت في مايو 2014، وظلت نشطة حتى أغلقت خوادمها في نوفمبر من العام التالي. بعد إطلاقها من اليابان، حصدت اللعبة 500,000 مستخدم مسجل في غضون أسبوع، ومليون في نوفمبر من العام نفسه، ولكن الأرقام انخفضت على ما يبدو بعد ظهور الانطباعات السلبية لاحقا. استقبل الصحفيون اليابانييون والغربيون اللعبة بشكل إيجابي عند صدورها. في أغسطس 2015، أعلن أن اللعبة لا يمكن أن تستمر في شكلها الحالي، وسيتم استبدالها بالإصدار الجديد. وقد ألغت الإصدارات المخطط لها لأجهزة بلاي ستيشن فيتا وأجهزة ويندوز، إلى جانب التعريب المعلن. أما خليفتها، لعبة متعددة اللاعبين عبر الإنترنت بعنوان رو أفاينل فانتازي تاب زيونلاين، أعن أن إصدارها سيكون في عام 2016.